# Dżindajris
Dżindajris (arab. ‏جنديرس‎, łac. Gindarus) – miasto w północno-zachodniej Syrii, w muhafazie Aleppo. W spisie z 2004 roku liczyło 13 661 mieszkańców.

## Historia
W starożytności miejsce było znane pod nazwą Gindarus lub Gindaros. W pobliżu została stoczona bitwa pod górą Gindaros (38 p.n.e.), w której Rzymianie pokonali Partów. W IV wieku w Gindarus funkcjonowała społeczność chrześcijańska podlegająca patriarsze Antiochii.